# Keith Lincoln Ware
Keith Lincoln Ware (sinh ngày 23 tháng 11 năm 1915 mất ngày 13 tháng 9 năm 1968) là một sĩ quan Lục quân Hoa Kỳ, người đã nhận được Huân chương Danh dự trong Thế chiến thứ hai, và đã bị giết trong một chiến dịch trong chiến tranh Việt Nam.
Trong Chiến tranh thế giới thứ hai, Ware tham chiến ở mặt trận châu Âu, chỉ huy tiểu đoàn 1, trung đoàn bộ binh 15, sư đoàn bộ binh 3. Ware được thưởng Huân chương Danh dự (như anh hùng quân đội) do chiến tích chỉ huy tiểu đoàn đánh chiếm một cao điểm của quân Đức ngày 26 tháng 12 năm 1944. Ông bị thương trong trận này.
Ngày 13 tháng 9 năm 1968, trong khi dùng máy bay trực thăng đi quan sát trận địa trong chiến dịch giải vây Lộc Ninh, Ware lúc đó là tư lệnh Sư đoàn kỵ binh 1 Anh Cả Đỏ cùng với ba sĩ quan tham mưu và bốn thành viên phi hành đoàn đã bị bắn hạ và tử trận. Ware là sĩ quan cấp tướng thứ hai của Mỹ tử vong tại chiến trường Việt Nam và là tướng đầu tiên tử vong lúc chiến đấu (người đầu tiên Alfred Judson Force Moody tử vong vì đau tim). Thi hài Ware được quân Mỹ thu hồi ngay trong trận đánh và đưa về mai táng tại Nghĩa trang Quốc gia Arlington.